# 真心英雄 (2025年电视剧)
《真心英雄》是2025年由中国大陸电视剧。共分為八单元，以公安、国安、检察、法院、司法等五大政法系统的八组英模人物（集体）为原型，於2025年1月1日在东方卫视和北京卫视首播

## 单元

### 现场
- 导演：张睿
- 编剧：张鸢盎
- 张丰毅 飾 乌光启
- 秦晓轩 飾 李牧飛
- 娜仁花 飾 曹素蒙
- 朱俊麟 飾 青年乌光启
- 徐佳 飾 周隊長

### 无名
- 导演：邢键钧
- 编剧：彭三源、郭澄骏、秦语谦
- 佟丽娅 飾 刘嘉英
- 苏晓彤 飾 黄晨曦
- 叶祖新 飾 麦子杰
- 黄品沅 飾 郝維平
- 钱泳辰 飾 黃宇宏
- 左小青 飾 卢悅
- 張天其 飾 鄭時輪

### 公诉人
- 导演：金琛
- 编剧：海飞
- 闫妮 飾 斯菁
- 富大龙 飾 江红涛
- 徐百慧 飾 張琪

### 罗平安
- 导演：刘家成
- 编剧：谢晓旭
- 何冰 飾 罗平安
- 蓝盈莹 飾 小乔
- 高至霆 飾 汪琪
- 种丹妮 飾 小路

### 女子监狱
- 导演：费聿竹
- 编剧：武瑶
- 江珊 飾 赵红梅
- 张萌 飾 耿芳舟
- 范帅琦 飾 许以柳
- 蒋璐霞 飾 华子义
- 周澄奥 飾 吳楠
- 代斯 飾 徐冰清

### 最后一个任务
- 导演：易军
- 编剧：冯骥
- 谭凯 飾 张長山
- 罗一舟 飾 张一炀

### 正义天平
- 导演：侣皓吉吉
- 编剧：袁子弹、刘一千
- 男 飾 纪云
- 练练 飾 向佳佳
- 王新 飾 曲弘揚
- 顏安 飾 球球
- 海鈴 飾 向真真

### 公安局长
- 导演：张睿
- 编剧：杨哲、李杨
- 董勇 飾 潘青山
- 宋洋 飾 张炜
- 丁冠森 飾  王子榛
- 吴昊宸  飾 陈學淵